# Freiburger Beschwerdenliste
Die Freiburger Beschwerdenliste (FBL) ist ein standardisierter Fragebogen für körperlicher Beschwerden. Es werden momentane, auch situativ bedingte, sowie chronische Körperbeschwerden erfasst, jedoch nicht im Sinne einer medizinischen Untersuchung bzw. Anamnese. Die 71 Beschwerden sind deshalb nicht nach medizinischen Gesichtspunkten eingeteilt, sondern repräsentieren Muster alltäglicher Beschwerden wie sie von den Befragten erlebt werden. Die statistischen Analysen bevölkerungsrepräsentativer Daten führten zu neun Mustern bzw. funktionellen Syndromen. Der aus den Antworten gebildete Summenwert ist ein Index der körperlichen Beschwerdenhaftigkeit (Klagsamkeit) und kann in der psychologischen Diagnostik und Forschung verwendet werden.
Die FBL wurde am Psychologischen Institut der Albert-Ludwigs-Universität Freiburg von Jochen Fahrenberg entwickelt.

## Entwicklung und Inhalte
Die FBL wurde seit 1966 in einer Serie von Untersuchungen aus ursprünglich 230 Fragen entwickelt und schließlich auf 71 Fragen (Items) für 9 Bereiche reduziert. In diesen Analysen zeigte sich, dass die Fragen nach „Häufigkeit“ bzw. „Intensität“ der Beschwerden zu weitgehend ähnlichen Mustern führten. Deshalb wird in der revidierten Fassung FBL-R nur nach der Häufigkeit einer Beschwerde gefragt. Für die Antwort sind 5-stufige Skalen vorgegeben, welche – im Unterschied zu anderen Beschwerdenlisten dieser Art – konkretere Aussagen über die Häufigkeit der Beschwerde verlangen: „fast täglich“, „etwa 3 x in der Woche“, „etwa 2 x im Monat“, „etwa 2 x im Jahr“, „nie“ (im Vergleich zu „häufig“, „manchmal“ usw.).
Der Fragebogen wurde in einer bevölkerungsrepräsentativen Erhebung mit 2070 Personen auf Testgütekriterien überprüft und normiert. Diese Vergleichswerte sind nach Geschlechtszugehörigkeit und vier Altersgruppen gegliedert. Die Testantworten werden entweder durch Schablonen oder computer-unterstützt (nach Dateneingabe am PC) ausgewertet.
Die 10 Skalen sind:
1. Allgemeinbefinden (Beispiel: „Haben Sie Appetitmangel?“)
2. Müdigkeit (Beispiel: „Ermüden Sie schnell?“)
3. Herz-Kreislauf (Beispiel: „Schlägt Ihr Herz unregelmäßig?“)
4. Magen-Darm (Beispiel: „Haben Sie einen empfindlichen Magen?“)
5. Kopf-Hals-Reizsyndrom (Beispiel: „Haben Sie Schwierigkeiten beim Schlucken?“)
6. Anspannung (Beispiel: „Haben Sie plötzlich Schweißausbruch?“)
7. Emotionale Reaktivität (Beispiel: „Spüren Sie es am ganzen Körper, wenn Sie sich über etwas aufregen?“)
8. Schmerz (Beispiel: „Haben Sie Nackenschmerzen?“)
9. Sensorik (Beispiel: „Sind Sie geräuschempfindlich für laute Geräusche und Töne?“)
10. sowie die Beschwerdensumme (aus den 71 Items)

Die Repräsentativerhebung hat zahlreiche Zusammenhänge mit soziodemographischen Merkmalen ergeben, u. a. mit der Geschlechtszugehörigkeit (bei Frauen höhere Werte) und mit dem Lebensalter (Ältere mit höheren Werten) sowie mit Indikatoren des Gesundheitsverhaltens ergeben. Ergänzende Befunde und Hinweise zur Gültigkeit (Validität)  ergaben sich aus bevölkerungsrepräsentativen Untersuchungen mit dem Freiburger Persönlichkeitsinventar FPI.

## Anwendung
Die Fragen nach dem Allgemeinbefinden und nach körperlichen Beschwerden sind ein wesentlicher Bestandteil der ärztlichen Anamnese, aber auch der psychologischen Diagnostik. Darüber hinaus haben sich standardisierte Fragebogen für einige klinisch-psychologische und epidemiologische Fragestellungen bewährt. Körperliche Beschwerden sind jedoch mehrdeutig, weil sie – vor allem bei chronischen Krankheiten – von vielen Bedingungen und Absichten beeinflusst sein können. Neben den eigenen Körperempfindungen werden auch die eigenen Erklärungsversuche und das populärmedizinische Wissen wichtig sein. Die FBL bildet kein medizinisch orientiertes Beschreibungssystem, sondern ein testmethodisch standardisiertes und normiertes Selbstbeurteilungs-Verfahren. Befindlichkeit und körperliche Beschwerden sind wesentliche Aspekte von psychischer und somatischer Gesundheit bzw. Therapiebedürftigkeit. Die körperlichen Beschwerden bilden folglich einen wichtigen Aspekt von Psychotherapie, Rehabilitation und Gesundheitspsychologie und der allgemeinen Lebenszufriedenheit.